# Kurt vid Stein
Kurt vid Stein (* 17. November 1935 in Kopenhagen) ist ein ehemaliger dänischer Radrennfahrer und nationaler Meister im Radsport.

## Sportliche Laufbahn
1952 begann er mit dem Radsport. Seine größten Erfolge hatte vid Stein als Bahnfahrer, insbesondere als Verfolger. Hier gewann er auch 1954 bei den dänischen Meisterschaften seine erste Einzelmedaille, als er Dritter der Einerverfolgung wurde; ein Jahr später wurde er Vize-Meister.  In dieser Disziplin gewann er den nationalen Titel 1959 (vor dem Straßenfahrer Niels Baunsøe) und 1960. 1961 und 1962 gewann er jeweils Bronze. In der Mannschaftsverfolgung konnte er dreimal (1962 bis 1964, u. a. mit Mogens Frey als Teamkollegen) den Titel gewinnen. Er startete für den Verein ABC Kopenhagen. International war er bei den UCI-Bahn-Weltmeisterschaften 1962 als Vize-Weltmeister und 1963 mit dem Gewinn der Bronzemedaille erfolgreich. 1961 gewann er die erste in Dänemark ausgetragene Meisterschaft im Dernyrennen. 1960 und 1964 war er Teilnehmer der Olympischen Sommerspiele in Rom bzw. Tokio. Bei den Spielen startete er 1960 in der Mannschaftsverfolgung, in der Dänemark als 5. klassiert wurde. Auch 1964 wurde er mit seinem Team auf dem 5. Platz in der Mannschaftsverfolgung klassiert. 1964 beendete er seine Laufbahn.

## Berufliches
Beruflich war er als Maschinenarbeiter in einer Metallfabrik in Kopenhagen tätig.